# 中村香音
中村 香音（なかむら かのん、1997年3月23日 - ）は、日本のフリーアナウンサー。

## 来歴・人物
大阪府堺市出身。神戸女学院大学文学部英文学科卒業。
大学卒業後、2019年4月1日付で青森放送に入社し、アナウンス部に所属。
2022年11月28日放送の「今日も!あさぷり」で年内一杯で退職することを発表。退職後はフリーアナウンサーとして活動。
2025年3月28日より「MBSベースボールパーク」（MBSラジオ）スタジオ担当（木曜日・金曜日担当）、4月1日より「NEWS×情報 キャッチ+」（サンテレビ）サブキャスター（火曜日・水曜日担当）として活動。

## 青森放送在籍時の担当番組

### テレビ
- 東奥日報ニュース
- 1550ニュースレーダーWith - メインMC
  - 月 - 木曜日担当（2021年3月29日 - 2022年12月1日）
  - 全曜日担当（2022年3月28日 - 9月30日）
- ZIP!FRIDAY 中継担当（2020年4月 - 2021年3月）
- RABニュースレーダー - 天気予報（2019年7月 - 2021年3月）

### ラジオ
- 今日も!あさぷり（月曜日、2020年10月1日 - ）
- あこもこジョッキー（2019年7月 - 2021年3月）
- FRESH TIME（2019年10月 - 2019年3月）
- あこがれJourney（2020年10月 - 2021年3月）
- #Sunday Funday
- ラジオチャリティーミュージックソン（メインMC、2021・2022年）
- 東奥日報ニュース